# 東急セキュリティ
東急セキュリティ株式会社（とうきゅうセキュリティ、英: TOKYU SECURITY CO.,LTD.）は、東急グループのセキュリティサービス会社である。東急線沿線に機械警備サービスを展開しているほか、無料防犯診断サービスや防犯カメラシステムの提案・施工、東急各路線にて鉄道警備隊による警備業務を提供している。TOKYUポイント加盟店。

## 主な業務
日常、目にしやすいものでは、東急各線の主要駅に配備されている「鉄道警備隊」がある。ホームの非常通報用ボタンは東急セキュリティの司令センターにつながっており、押すと警備隊（および駅員）が駆けつける仕組み。各路線にて立哨・巡回業務を行っており、乗降客案内の他、駅施設内や車内で起こる様々なトラブルや諸問題に対処している。
後述の歴史のとおり、2010年3月31日に東急ファシリティサービスの警備部門と統合し、現在はホームセキュリティやビル警備、鉄道警備のほか、シニアセキュリティ、キッズセキュリティ「エキッズ」などのセキュリティ関連業務全般を行っている。また私鉄のグループ会社ならではのサービスとして、PASMOと連携したセキュリティシステムも提供している。

## 歴史
- 2002年7月1日 東急サービスと東急管財を合併し、東急ファシリティサービスとした。（設立：1961年10月11日）
- 2004年10月1日 東急ファシリティサービスのセキュリティ部門(機械警備)を分社化して設立。
- 2010年4月1日 当社及び東急ファシリティサービス双方の警備部門を統合。新たな「東急セキュリティ」として設立。（3月31日付で両者の警備部門を「TSサービス株式会社」に吸収合併、TSサービスを東急セキュリティに商号変更）[2]
- 2010年6月21日 本社を渋谷区桜丘町から世田谷区のキャロットタワーに移転[3]